# Paul-Georg Dittrich
Paul-Georg Dittrich (* 1983 in Königs Wusterhausen) ist ein deutscher Theaterregisseur.

## Leben
Dittrich studierte von 2007 bis 2011 Regie an der Hochschule für Musik und Theater Hamburg.
Regie führte er am Schauspiel Frankfurt, am Schauspielhaus Wien, am Maxim Gorki Theater Berlin, am LTT Tübingen, auf Kampnagel Hamburg, an den Sophiensälen Berlin, am Theater Kiel, am Schauspielhaus Chemnitz, am St. Pauli Theater Hamburg und am Lichthof Theater Hamburg.
In der Spielzeit 2013/14 wirkte er am Theater und Orchester Heidelberg und in der Spielzeit 2014/15 als Gastregisseur am Theater Augsburg.

## Regiearbeiten (Auswahl)
- 2013/14: Der gute Mensch von Sezuan[1]
- Die Banditen
- Die Banditen von Gerolstein
- The Black Rider
- Schwimmen lernen[2]
- 2022: La muette de Portici, am Staatstheater Kassel[3]
- 2023: Die Meistersinger von Nürnberg, am Landestheater Linz
- 2024: Il trovatore, an der Staatsoper Stuttgart[4]
- 2024: Otello, am Staatstheater Darmstadt[5]
- 2025: La muette de Portici, am Staatstheater Darmstadt, Übernahme der Kasseler Inszenierung.[3]